# كريستوفر جاكوب بوستروم
كريستوفر جاكوب بوستروم (بالسويدية: Christopher Jacob Boström)‏ هو فيلسوف سويدي، ولد في 1797 في Piteå city Parish ‏ في السويد، وتوفي في 22 مارس 1866 في Uppsala Cathedral Assembly ‏ في السويد.